# Tympylykan
Il Tympylykan (in russo Тымпылыкан?) è un fiume della Russia siberiana orientale, affluente di sinistra della Lena. Scorre nel Kobjajskij ulus e nel Viljujskij ulus della Sacha (Jacuzia).

## Descrizione
Il suo bacino si estende per intero nel bassopiano della Jacuzia centrale, il fiume trae origine da vari piccoli laghi in una zona paludosa e scorre in direzione per lo più sud-orientale fino a sfociare nel canale Kjungjabir (проток Кюнгкябир) che raccoglie l'acqua di vari affluenti e si immette nella Lena a 1 086 km dalla sua foce. La lunghezza del Tympylykan è di 357 km, l'area del suo bacino è di 5 130 km².
Fra i suoi maggiori affluenti vi sono l'Aččygyj-Tympylykan (74 km), il Konkjus-Mande (66 km) e l'Ogdënju (52 km).